# NGC 1663
NGC 1663 (другое обозначение — OCL 461) — рассеянное скопление в созвездии Ориона.
Этот объект входит в число перечисленных в оригинальной редакции «Нового общего каталога».
Распределение звёзд в области NGC 1663 показывает, что оно, вероятно, является не рассеянным скоплением, а его остатком. Возраст NGC 1663 составляет приблизительно 2 миллиарда лет, расстояние до Земли — около 700 парсек.